# Friedrich (Schiff, 1910)
Der Besanewer Friedrich lief 1910 in Stade vom Stapel, wurde 1962 verlängert und 1982 an das Ehepaar Bölter verkauft, das den ursprünglichen Zustand wieder herstellte. Seit 2003 wird das Schiff vom Verein Schippergilde Friedrich e.V. Leer betrieben.

## Geschichte

### Stapellauf 1910
Der Besanewer Friedrich lief Ende August 1910 in Stade auf der Werft D. Ropers Witwe vom Stapel und wurde im selben Jahr an den Eigner C. Saul aus Hechthausen abgeliefert. Mit einer Rumpflänge von 19,55 Metern (26,10 Meter Gesamtlänge mit Klüverbaum) und einer Breite von 5,00 Metern hatte der Ewer einen Tiefgang von 1,00 Meter. Im Jahr 1927 wurde ein Hilfsmotor eingebaut. Das Schiff war bis 1947 in Hechthausen beheimatet. 
Im Jahr 1947 übernahm Diedrich Schnackenberg aus Bremervörde die Friedrich zum Kauf auf Leibrente. Mit seiner Ehefrau fuhr er anfangs vorwiegend Kohlen aus Hamburg nach Hemmoor und Zement auf dem Rückweg. Ab 1948 wurden Futtermittel vom Hamburger Überseehafen zu den Silos der Genossenschaften in Uetersen und Elmshorn gefahren. Eine regelmäßige Ladung war im Frühjahr Stackbusch zur Uferbefestigung, der von Bremervörde nach Cuxhaven, Glückstadt und zum Osteriff transportiert wurde. Der Stackbusch wurde im Winter von den Bauern der Bremervörder Umgebung geschlagen, mit Draht zu handlichen Bündeln verschnürt und mit Ackerwagen im Bremervörder Hafen gebracht und dort zu kompletten Schiffsladungen gesammelt.

### Verlängerung 1962
Dietrich Schnackenberg ließ den Ewer 1962 um 6 Meter verlängern, wodurch sich fast eine Verdoppelung des Laderaumes ergab. Die verlängerte Friedrich besaß eine Tragfähigkeit von 120 Tonnen und wurde nach dem Umbau ohne Masten als Binnenschiff eingesetzt. 1979 ging Diedrich Schnackenberg als letzter Bremervörder Schiffer in Rente. Die Friedrich wurde danach aufgelegt.

### Rückbau ab 1982
Das Schiff ging 1982 zum Schrottpreis an das Hamburger Ehepaar Brigitte und Karl-Heinz Bölter, die es nach Hamburg überführen ließen.
Das Ehepaar Bölter stellte den Urzustand des Besanewers wieder her. Dazu wurde das 1962 eingebaute Verlängerungsstück auf der Sietas-Werft in Grünendeich an der Lühe wieder herausgetrennt. Die beiden Masten wurden in Eigenarbeit hergestellt und mit 150 Quadratmeter Segel aufgetakelt. 1994 lief die Friedrich unter Segeln zu Besuch im alten Heimathafen Bremervörde ein.

### Schiff für die Jugend
2003 übernahm der Verein Schippergilde Friedrich e.V. Leer den Besanewer mit Leer als Heimathafen, der das Schiff für die Personenbeförderung ausstattete sowie die nautische und technische Ausrüstung des Schiffes modernisierte. Aus dem ehemaligen Laderaum entstanden zwei separate Kajüten und eine geräumige Messe mit insgesamt 12 Schlafplätzen bzw. Platz für bis zu 23 Tagesgästen. Die Stammbesatzung besteht aus zwei Personen. An Bord sind Rettungsmittel für 30 Personen vorhanden.
Die Friedrich verfügt über eine Segelfläche von 188 Quadratmetern. Die Hauptmaschine, ein Modag-Diesel, leistet 60 PS. An Bord ist ein Generatoraggregat mit einer Nennleistung von rund 11 kW bei einer Bordspannung von 220/380 Volt sowie eine Zentralheizung und Warmwasserversorgung vorhanden.